# Церера
 Тази статия е за римската богиня.  За астрономическия обект вижте Церера (планета джудже).  
Церера (на латински: Ceres) е древноримска богиня на плодородието и на подземния свят, както и на майчинството и брака.
Отъждествява се с Деметра  от гръцката митология и легендите за тях са сходни. Церера е дъщеря на Сатурн и Опс (у гърците съответстващи на Кронос и Рея), родители освен на нея, също и на Юпитер (Зевс) и другите по-основни олимпийски богове.
Майка е на Прозерпина, отъждествявана с древногръцката богиня Персефона/Кора, царица на Подземния свят, след отвличането ѝ от Хадес (в римската митология - от Плутон). Във връзка със скръбта ѝ по нея, за свещено цвете на Церера се смята макът - символ на съня и на смъртта.